# Portrait d'Albert Verwey
Le Portrait d'Albert Verwey est un tableau représentant le poète et essayiste néerlandais Albert Verwey peint par Jan Veth en 1885. Il mesure 112 cm de haut sur 80 cm de large. Il est conservé au Rijksmuseum Amsterdam.